# Burgstall Rauhenkulm

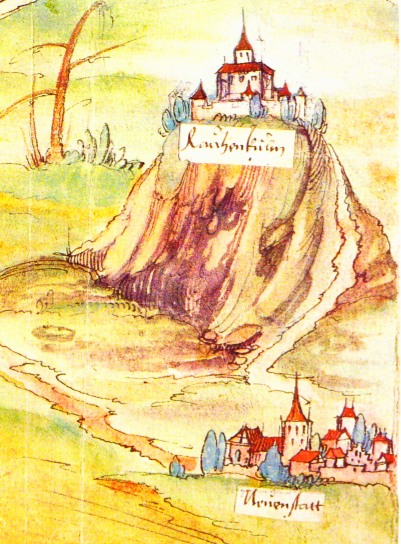
Festung Rauher Kulm auf der Göppermannsbühl-Karte von 1531

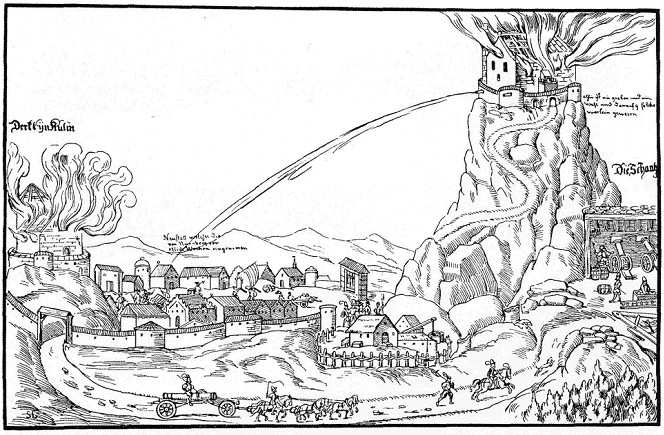
Belagerung der beiden Burgen bei Neustadt am Kulm 1554

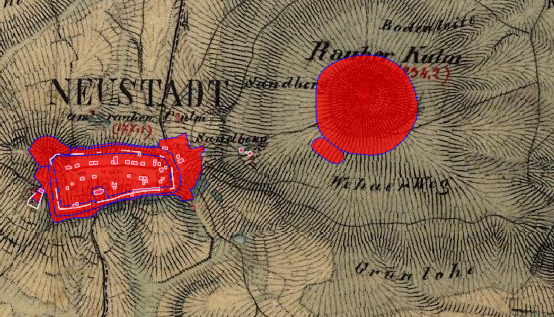
Lageplan des Burgstalls Rauhenkulm auf dem Urkataster von Bayern

Der Burgstall Rauhenkulm ist eine abgegangene Höhenburg auf dem Rauhen Kulm bei Neustadt am Kulm im Landkreis Neustadt an der Waldnaab in Bayern. Die Anlage wird als Bodendenkmal unter der Aktennummer D-3-6137-0050 im Bayernatlas als „Höhensiedlung der Frühbronzezeit, der Urnenfelderzeit und der Frühlatènezeit, frühgeschichtlicher Ringwall, mittelalterlicher Burgstall“ geführt. 

## Geschichte
Über die Entstehung der hochmittelalterlichen Burg gibt es keine gesicherten Quellen. Aus der Stiftungsurkunde des Benediktinerklosters Michelfeld aus dem Jahr 1119 geht zwar hervor, dass der Leutenberger Bucco de Culmen einen Ansitz auf einem der beiden Kulme hatte. Er wäre damit der erste wissenschaftlich belegte Burgherr. Es ist jedoch unklar, ob der Rauhe Kulm oder der Kleine Kulm gemeint ist. Denkbar aber unwahrscheinlich ist, dass es sich um ein Gebäude in der Ortschaft Kulmain gehandelt hat. Bei Grabungen wurden Scherben, Pfeilspitzen, Kreuze und Münzen aus dieser Zeit ans Tageslicht befördert. Der Bau der Wallanlage Rauher Kulm war laut Losert Teil der Strategie Kaiser Ottos I. des Großen, der die heraufziehende Gefahr durch die Ungarn eindämmen wollte. Beim Bau der Burg um das Jahr 950 kamen Sandstein, Fachwerk und Ziegel zum Einsatz. Neben der militärischen Nutzung wurde die Burg auch von Frauen und Kindern bewohnt, was verschiedene Funde, unter anderem mehrere Spinnwirtel, ein Webschwertchen und ein großes Eisenmesser beweisen. Wollespinnen war eine typische Frauenarbeit.
Burggraf Friedrich III. von Nürnberg erwarb 1281 die Burg einschließlich der dazugehörenden Orte von den Landgrafen von Leuchtenberg. Der ehemalige Turm war Teil des markgräflichen Signalsystems, geregelt z. B. in der Wartordnung von 1498. Im Zweiten Markgrafenkrieg unter Markgraf Albrecht Alcibiades wurde die Burg ebenso wie die Burg Schlechtenkulm auf dem Kleinen Kulm 1554 zerstört. Vor der Zerstörung wurden beide Burgen etwa ein Jahr lang von Truppen der Reichsstadt Nürnberg, Bambergs, Würzburgs und Bayerns unter Führung des churfürstlichen Landrichters Hans Umseher von Waldeck belagert und die Bewohner ausgehungert. Der Festungskommandant von Heydenab übergab die Festung am Rauhen Kulm am 28. Juni 1554. Anschließend wurde sie mit Schrauben gesprengt, die dreifachen Mauern wurden geschleift und zerstört. Für die Verstärkung der Stadtmauern der Stadt Neustadt wurden später teilweise Steine der mittelalterlichen Wälle beider Burganlagen verwendet.
Von dem Burgstall Rauhenkulm sind heute nur noch Geländespuren sichtbar. Erkennbar sind Reste des Umfassungswalls und der Standort des Turms in unmittelbarer Nähe des heutigen Aussichtsturms. Der Kartograph Johann Christoph Stierlein fertigte eine erste sehr genaue topographische Karte des Berges mit der Ruine an.